# Župnija Sv. Jurij ob Ščavnici
Župnija Sv. Jurij ob Ščavnici je rimskokatoliška teritorialna župnija dekanije Ljutomer škofije Murska Sobota.
Do 7. aprila 2006, ko je bila ustanovljena škofija Murska Sobota, je bila župnija del Pomurskega naddekanata, ki je bila del škofije Maribor.

## Sakralni objekti
- Cerkev sv. Jurija, Sveti Jurij ob Ščavnici (župnijska cerkev)
- Cerkev sv. Duha, Stara Gora